# Martin Vrede Nielsen
Martin Vrede Nielsen (født 20. september 1978 i Rødby) er en dansk filminstruktør. Udover en række kortfilm har han instrueret og skrevet manuskript til spillefilmene Snuppet fra 2006 og Mulm fra 2024. Han har for det meste arbejdet tæt sammen med sin bror Michael Vrede Nielsen om filmproduktionen. De to brødre ejer tilsammen selskabet "Angry Art Productions".

## Liv og karriere
Martin Vrede Nielsen blev født i Rødby i 1978 og voksede op i byen sammen med sin lillebror Michael Vrede Nielsen. Deres farmor og farfar Birthe og Tage V. Nielsen havde i mange år Rødby Bio i Østergade (lukket i 2003), så de to børn voksede nærmest op i biografen, hvor Michael også arbejdede, mens han gik i gymnasiet. Han blev student fra Maribo Gymnasium i 1998 og begyndte derefter på en uddannelse på Skandinavisk Teaterskole i København, samtidig med at han arbejdede i CinemaxX på Fisketorvet. Undervejs besluttede han, at hans plads snarere var bagved kameraet end foran. Han begyndte derfor at skrive kortfilm og fik noget producerarbejde, hvor han instruerede reklamefilm og virksomhedsvideoer. Også lillebroren Michael valgte at arbejde indenfor film- og tv-branchen efter sin studentereksamen, og de to brødre har sammen lavet en række kortfilm og to spillefilm, Snuppet og Mulm. Michael tager sig især af post-produktionen (klipning, farvelægning, lydspor osv.), mens Martin typisk er producer, manuskriptforfatter og instruktør.

### Snuppet
Efter at brødrene havde lavet et par kortfilm sammen, mente Martin, at nu vidste de alt om at lave film og var klar til en spillefilm. Derfor tog de fat på børnefilmen Snuppet. Imidlertid gik nærmest alt galt i forbindelse med projektet, som det tog dem to år at gøre færdig: De blev snydt af en fyr fra Madrid, som ville sælge dem et billigt kamera. Et andet kamera blev stjålet. I den lejlighed på Amager, hvor filmen blev optaget, blev optagelserne konstant generet af en alkoholiseret underbo. Klipperen fik stjålet alt materialet undtaget råbåndene, så brødrene selv måtte færdigklippe filmen, og farvelæggeren endte med at gå under jorden, så brødrene selv måtte tage sig af den lige op til premieren i 2006.
Efter prøvelserne med Snuppet gik de tilbage til kortfilmen og producerede Til døden os skiller, som de optog i deres farmors hus. Filmen handlede om et ældre par, som ikke sagde ét ord til hinanden. Man fornemmede blot en skidt stemning i filmen. Den fik meget opmærksomhed fra Filmmagasinet Ekko og kom med i folkeskolernes medieundervisning, fordi den demonstrerede, hvor vigtig lyde kan være for fortællingen i en film.

### Mulm
Mange år senere skaffede brødrene rettighederne til at filmatisere Teddy Vorks gyserroman Mulm, der var kåret til "Årets horrorudgivelse" i 2021. De fik afslag på støtte fra Det Danske Filminstitut, men lykkedes med at skaffe privat finansiering til projektet, der fik premiere i 2024 med Jens Sætter-Lassen i hovedrollen. Inden da var Martin vendt tilbage til Rødby, hvor han tog et civilt job om dagen og brugte aftnerne på at klippe filmen, der fik blandede anmeldelser i medierne - fra to til fire stjerner. Dagbladet Informations anmelder Christian Monggaard skrev, at den snublede lidt til sidst, men undervejs var en veliscenesat, velfotograferet og mestendels velspillet film om den tynde linje mellem normalitet og galskab og alt det, vores hjerner kan bilde os ind, og som måske, måske ikke gemmer sig i mørket.

## Film
Internet Movie Database har registreret Martin Vrede Nielsen som instruktør, manuskriptforfatter og producer på følgende film (pr. juli 2025):
- Mulm (2024)
- Things that go Bump (2021, kortfilm)
- Rakkermosen (2020, kortfilm)
- Confessions of a Mime (2014, kortfilm)
- Supernatural Tales (2012, afsnittet "Succubus")
- Til døden os skiller (2010, kortfilm)
- Repugnant (2008, kortfilm)
- Snuppet (2006)